# 오용운
오용운(1926년 12월 14일~2005년 12월 18일)은 대한민국의 정치인이다. 제10·13·15대 국회의원을 지냈다.

## 역대 선거 결과
|  | 42.82% |

|  | 41.61% |

|  | 43.40% |